# Timia dimidiata
Timia dimidiata är en tvåvingeart som först beskrevs av Becker 1906.  Timia dimidiata ingår i släktet Timia och familjen fläckflugor. Inga underarter finns listade i Catalogue of Life.